# Iglasjön (Södra Säms socken, Västergötland)
Iglasjön är en sjö i Ulricehamns kommun i Västergötland och ingår i Ätrans huvudavrinningsområde.